# نمودار نایکوئیست

نمونهٔ یک نمودار نایکوئیست

نمودار نایکوئیست (به انگلیسی: Nyquist plot) نمودار پارامتری یک تابع تبدیل است که در سیستم‌های کنترل و پردازش سیگنال استفاده می‌شود. بیشترین استفاده‌ای که از این نمودار می‌شود، تشخیص پایداری سیستم‌های دارای فیدبک است. در محور افقی قسمت حقیقی تابع تبدیل رسم می‌شود و در محور عمودی قسمت موهومی آن رسم می‌شود. این نمودار بر حسب فرکانس رسم می‌شود.

## قضیه نایکوئیست
در سال ۱۹۳۲ فردی به نام «نایکویست» از قضیه «کوشی» (Cauchy) استفاده کرد و در آن یک تابع از متغیرهای مختلط را در نظر گرفت تا به عنوان یک معیار در پایداری سیستم‌ها مورد استفاده قرار گیرد. قضیه کوشی مربوط به نگاشت «نواحی یا کانتورها» (Contours) از یک صفحه مختلط به صفحه‌ای دیگر است. به دلیل اینکه مطلوب است ریشه های معادله مشخصه در نیم صفحه راست محور jω قرار گیرد، ما کانتوری که کل نیم صفحه راست را احاطه می کند (توسط تابع تبدیل سیستم) نگاشت می‌دهیم. معادله مشخصه زیر را در نظر بگیرید:
{\displaystyle 1+GH(s)=0}
این معادله مشخصه در واقع یک تابع F(S) از متغیر مختلط S است که برابر با صفر قرار داده شده باشد:
{\displaystyle F(S)=1+GH(S)=0}
معادله فوق را می‌توان به صورت زیر در نظر گرفت:
{\textstyle F(s)=[K(s+z_{1})(s+z_{2})...(s+z_{n})]\div [(s+p_{1})(s+p_{2})...(s+p_{n})]}
در این رابطه، ziها برابر با ریشه‌های معادله مشخصه و Pjها برابر با قطب‌های تابع تبدیل حلقه باز سیستم یا GH هستند. ما ابتدا کانتورهای صفحه S را به صفحه 1+GH نگاشت می‌کنیم. سپس برای سادگی از یک در 1+GH صرف نظر می‌کنیم و کانتورها را به صفحه GH نگاشت می‌کنیم. کانتورهایی که در این مرحله به دست می‌آیند، اطلاعاتی را درباره ریشه‌هایی به دست می‌دهند که دارای قسمت حقیقی مثبت هستند. در واقع، این‌ها همان ریشه‌هایی هستند که در  صفحه سمت راست واقع شده‌اند.

## قضیه کوشی
قضیه کوشی قادر است که اطلاعاتی را درباره تعداد صفرهای مربوط به تابع F(S) فراهم کند که قسمت حقیقی مثبت دارند. در مورد بررسی پایداری یک سیستم، قضیه را باید به معادله مشخصه آن اعمال کرد که به صورت زیر نوشته می‌شود:
(1)  {\displaystyle F(S)=1+GH(S)=0}
در این معادله F(S) معمولا به صورت زیر بیان می‌شود:
{\displaystyle F(s)=[K(s+z_{1})(s+z_{2})...(s+z_{n})]\div [(s+p_{1})(s+p_{2})...(s+p_{n})]}
حال اگر قضیه کوشی را به معادلات ۱ و ۲ اعمال کنیم، به صورت زیر خواهد بود.
اگر:
1. یک کانتور در صفحه S را نگاشت کنیم که صفرهای Z و قطب‌های P مربوط به F(S) را محاصره کرده‌اند.
2. کانتور از هیچ قطب یا صفر F(S) عبور نکند.
3. جهت تراگشتی کانتورها در صفحه S ساعت‌گرد باشد.

آنگاه:
کانتور متناظر (یا تصویر) در صفحه F(S)، مبدا را به اندازه N = Z – P بار در جهت ساعتگرد دور می‌زند.
این قضیه را می‌توان توسط رابطه زیر خلاصه کرد:
{\displaystyle N=Z-P}
در این رابطه، P تعداد قطب‌های تابع F(S) و Z تعداد صفرها یا ریشه‌های F(S) و N تعداد دور زدن‌های مبدا در صفحه F(S) است.
نگاشت به GH(S) نسبت به نگاشت به 1+GH(S)=F(S) راحت‌تر است. برای نگاشت GH(S)، معادله شماره ۳ را اعمال می‌کنیم، اما این بار N را برابر با تعداد دور زدن‌های ساعت‌گرد نقطه 1- در صفحه GH فرض می‌کنیم. برای تعداد زیادی از کاربردها، GH(S) را در فرم فاکتوری زیر می‌توان نوشت:
{\displaystyle GH(s)=[K(s+z_{1})(s+z_{2})...(s+z_{n})]\div [(s+p_{1})(s+p_{2})...(s+p_{n})]}
در این رابطه siها برابر با صفرهای تابع تبدیل حلقه باز هستند. حال با یافتن تصویر یا نگاشت در صفحه GH به جای صفحه F(S)، از اضافه شدن یک به محاسبات جلوگیری می‌کنیم.

## معیار پایداری نایکویست
پایداری یک سیستم را می‌توان با جست و جوی نیمه راست صفحه S برای صفرها یا ریشه‌های معادله مشخصه (F(S)=1+GH(S)=0) تعیین کرد. اگر هیچ ریشه‌ای در سمت راست صفحه قرار نگرفته باشد، آن‌گاه می‌توان گفت که سیستم پایدار است.
حال می‌توان رویه‌ای معین را برای جست‌و‌جوی نیمه راست صفحه و ارتباط پایداری سیستم با نمودار قطبی به دست آورد که معیار پایداری نایکویست نام دارد. محور jω مثبت در صفحه S که در نمودارهای قطبی مورد استفاده قرار می‌گیرد، به یک کانتور بسط داده می‌شود که تمام نیم صفحه راست را در بر بگیرد. کانتوری که در تصویر زیر نشان داده شده، از سه بخش تشکیل شده است.

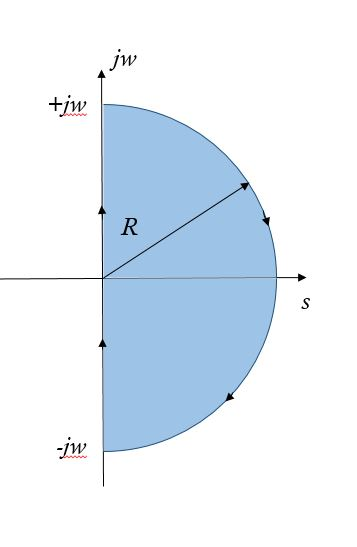
کانتور نایکویست در معیار پایداری نایکویست

این سه بخش عبارتند از:
1. نیمه مثبت محور jω
2. نیمه منفی محور jω
3. نیم دایره با شعاع نامحدود R

## کانتور نایکویست
به کانتور کاملی که کل نیم صفحه راست را در بر بگیرد، یک «کانتور نایکویست» (Nyquist Contour) می‌گویند. اگر بدانیم که هیچ کدام از ریشه‌های معادله مشخصه فراتر از یک منطقه خاص قرار نمی‌گیرند، آن‌گاه می‌توانیم از یک شعاع کوچک‌تر استفاده کنیم. برای نگاشت کانتور نایکویست صفحه S به صفحه GH، ما از صفحه GH استفاده می‌کنیم که برابر است با:
{\displaystyle F(s)-1=GH(s)}
این تغییر در تابع نگاشت بسیار ساده است؛ زیرا ما همواره GH(S) را در فرم فاکتوری به صورت زیر می‌شناسیم:
{\displaystyle GH(s)=[K(s+z_{1})(s+z_{2})...(s+z_{n})]\div [(s+p_{1})(s+p_{2})...(s+p_{n})]}
حال می‌توانیم معیار پایداری لیاپانوف را به صورت زیر بیان کنیم:
زمانی که کانتور نایکویست توسط تابع تبدیل حلقه باز GH(S) به صفحه GH(S) نگاشت شود، آن‌گاه یکی از دو حالت زیر اعمال می‌شود:
حالت اول: زمانی که هیچ کدام از قطب‌های GH(S) در نیمه راست صفحه S نباشند، سیستم کنترل فیدبک متناظر یک سیستم پایدار محسوب می‌شود اگر و فقط اگر کانتور تصویر کانتور نایکویست نقطه –1+j0 را در صفحه GH(S) دور نزند.
حالت دوم: زمانی که تعداد قطب‌های GH(S) در سمت راست صفحه S غیر صفر باشد، سیستم کنترل فیدبک متناظر پایدار محسوب می‌شود اگر و فقط اگر کانتور تصویر کانتور نایکویست نقطه –1+j0 را در جهت پادساعتگرد به اندازه تعداد قطب‌های GH(S) با بخش حقیقی مثبت، دور بزند.
اساس این دو حالت بر رابطه N=Z–P استوار است که همان معیار پایداری نایکویست است. برای حالت اول، در صورتی که P=0 باشد، رابطه N=Z صحیح است. یعنی تعداد صفرها باید برابر با تعداد دور زدن‌ها باشد. برای یک سیستم پایدار، N باید برابر با صفر باشد. برای حالت دوم، N=Z–P تبدیل به N=–P می‌شود؛ زیرا در یک سیستم پایدار Z=0 است.